# Tichitt
Tichitt (Arabisch: تيشيت) is een oude handelsstad centraal gelegen in Mauritanië in de regio Tagant. De oorsprong van de stad is erg verbonden met de trans-Sahara handelswegen die door dit gebied lopen.
De ksar, de oude deels verlaten stad is in 1996 tijdens de 20e sessie van de Commissie voor het Werelderfgoed erkend als cultureel werelderfgoed en als onderdeel van de groepsinschrijving "Oude Ksour van Ouadane, Chinguetti, Tichitt en Oualata" toegevoegd aan de UNESCO werelderfgoedlijst.
- Bibliothèque nationale de France: cb12036231b (data)
- Gemeinsame Normdatei: 4450027-0
- Library of Congress Control Number: n81002960
- Nationale Bibliotheek van Israël: 987007566732205171
- Système universitaire de documentation: 028172418
- Virtual International Authority File: 146585370
- WorldCat: E39PBJrKRRFRt3hfwC9JjkJCcP